# Michał Bryś
Michał Bryś (ur. 12 września 1970 w Siemianowicach Śląskich) – polski aktor, kucharz, menedżer, producent muzyczny, restaurator, scenarzysta.

## Życiorys
W 1994 ukończył Państwową Wyższą Szkołę Teatralną im. Ludwika Solskiego w Krakowie. W latach 1995–1997 studiował Organizację i Kierownictwo Produkcji Telewizyjnej i Filmowej na Wydziale Radia i Telewizji Uniwersytetu Śląskiego w Katowicach.
Rozpoczął pracę jako kierownik produkcji w TVP oraz producent w wytwórni PolyGram Polska (obecnie Universal Music Polska). W 1994 zagrał w filmie fabularnym Śmierć jak kromka chleba w reżyserii Kazimierza Kutza.
Wyreżyserował ok. 60 teledysków m.in.: Zoil Katarzyny Nosowskiej i Kazika Staszewskiego, Kiler Elektrycznych Gitar, 4 pory zespołu Hey, Tak mi Ciebie brak Kasi Kowalskiej.
Porzucił karierę muzyczną i filmową dla gastronomii, w której nie ma wykształcenia. Odbywał staż między innymi w Zwolle, Londynie, Kopenhadze oraz Atelier Amaro w Warszawie.
Od 2014 szef kuchni i współwłaściciel warszawskiej restauracji L’enfant Terrible.
Od 6 września do 22 listopada 2016 był prowadzącym szóstej edycji programu Hell’s Kitchen. Piekielna kuchnia w telewizji Polsat, zastępując Wojciecha Modesta Amaro.
Juror polskiej edycji programów TVP2 Bake Off – Ale ciacho! od 11 września 2017 oraz Bake Off Junior od 6 września 2018.

## Filmografia
- 1994: Śmierć jak kromka chleba

## Nagrody i wyróżnienia
- nagroda magazynu Warsaw Insider – Best Newcomer 2014[12]
- Szef Jutra Gault&Millau Tour 2015 regionu Centrum[13]
- Szef Jutra 2016 Gault&Millau Polska[14][15]